# ورخی
ورخی (به لاتین: Vrchy) یک منطقهٔ مسکونی در جمهوری چک است که در شهرستان نووی ییچین واقع شده‌است.
 ورخی ۱۰٫۵۵ کیلومتر مربع مساحت و ۲۱۰ نفر جمعیت دارد و ۴۷۴ متر بالاتر از سطح دریا واقع شده‌است.